# Clifford Husbands
Pour les articles homonymes, voir Husbands (homonymie).
Sir Clifford Husbands (né le 5 août 1926 à Saint Andrew et mort le 11 octobre 2017 à Saint James) est un homme d'État barbadien, ancien gouverneur général du 1er juin 1996 au 31 octobre 2011, date à laquelle il a pris sa retraite,,.

## Biographie
Il exerce les fonctions de gouverneur général de la Barbade entre le 1er juin 1996, date de sa nomination après le décès de Dame Nita Barrow, et le 31 octobre 2011, date de sa retraite. Clifford Husbands meurt d'une crise cardiaque le 11 octobre 2017, à l'âge de 91 ans. Il a été précédé par son épouse, Lady Ruby Husbands (née Parris), décédée le 7 juillet 2009.